# Чечилія Маффей
Чечилія Маффей (італ. Cecilia Maffei) — італійська ковзанярка, що спеціалізується на шорт-треку, олімпійська медалістка, медалістка чемпіонатів світу. 
Срібну олімпійську медаль  Маффеї, разом із італійською командою, здобула на Пхьончханській олімпіаді 2018 року в естафеті.

## Виноски
1. ↑  http://www.pyeongchang2018.coni.it/it/home/azzurri/scheda_atleta/1338-Cecilia_Maffei.html
2. 1 2  https://www.poliziapenitenziaria.gov.it/polizia-penitenziaria-site/en/atleta.page?contentId=ATL19200
3. ↑  Women's 3000 metre relay results. Архів оригіналу за 21 лютого 2018. Процитовано 2 березня 2018. [Архівовано 2018-02-21 у Wayback Machine.]